# Raimund IV. (Toulouse)

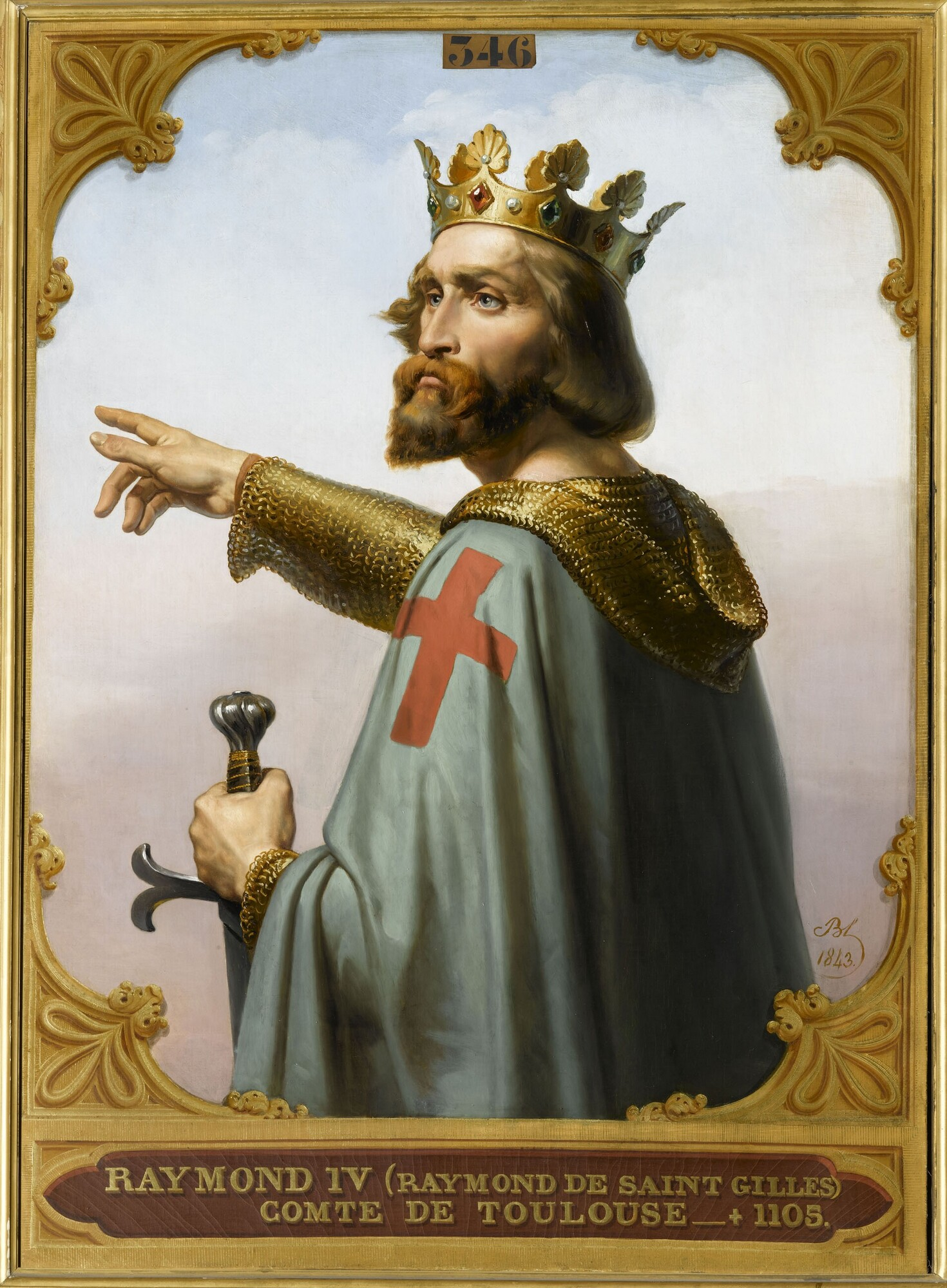
Raimund IV.

Raimund IV. von Toulouse (genannt Raimund von Saint-Gilles; * 1041/42 in Toulouse; † 28. Februar 1105 auf der Burg Mons Peregrinus bei Tripolis) aus dem Geschlecht der Raimundiner war seit 1094 Graf von Toulouse und Markgraf der Provence und seit 1102 Graf von Tripolis. Er war einer der bedeutendsten Heerführer des Ersten Kreuzzuges.

## Leben
Raimund war ein jüngerer Sohn des Grafen Pons von Toulouse und dessen zweiter Ehefrau Almodis von La Marche. Nach dem Tod des Vaters um 1061 erhielt er das Land um die Abtei von Saint-Gilles und den Titel eines Grafen zugewiesen, während sein älterer Bruder Wilhelm IV. die ausgedehnten Territorien der Familie erbte. 1065 starb seine Cousine Bertha, von der er das Rouergue und den Titel eines Herzogs von Narbonne erbte, der auf den alten Titel eines Markgrafen von Septimanien/Gothien zurückgeht und einen Oberherrschaftsanspruch über die gesamte Region des Languedoc beinhaltete. Um das Jahr 1081 erbte Raimund die Markgrafschaft Provence, nachdem dort sein Onkel, Markgraf Bertrand I., gestorben war. Raimund nahm an den Kämpfen der christlichen Könige Spaniens gegen die Mauren (Reconquista) teil.
Um das Jahr 1066 heiratete Raimund eine namentlich nicht bekannte Tochter des Grafen Gottfried I. von Provence, von der er sich um 1076 wieder trennte. Aus der Ehe ging der Sohn Bertrand hervor, dessen Legitimität aber umstritten war. Raimund vermählte sich um 1080 in zweiter Ehe mit Mathilde de Hauteville, einer Tochter des Grafen Roger I. von Sizilien, von der er sich um 1088 wieder scheiden ließ. Diese Ehe war kinderlos geblieben. Seine dritte und letzte Frau war seit 1094 Elvira, eine illegitime Tochter des Königs Alfons VI. von Kastilien. Sie gebar während des Kreuzzuges im Libanon den Sohn Alfons, der im Jordan getauft wurde.
1094 starb Raimunds älterer Bruder, worauf er neben dem Toulousain auch das Quercy und Albigeois erbte. Raimund wurde 1095 in diesem Erbe auch vom Papst anerkannt, wobei allerdings eventuelle Erbrechte seiner Nichte Philippa ignoriert wurden. Diese heiratete 1094 Herzog Wilhelm IX. von Aquitanien, wodurch ihre Ansprüche auf dessen Familie überging und so einen generationenlangen Erbstreit zwischen Aquitanien und Toulouse auslöste.

### Erster Kreuzzug
Am 27. November 1095 rief Papst Urban II. auf der Synode von Clermont zum ersten Kreuzzug auf, vier Tage danach war Raimund IV. der erste bedeutende Fürst, der das Kreuz nahm. Im Oktober 1096 machte sich Raimund als ältester und reichster der Kreuzritter in Begleitung seiner Frau auf den Weg nach Jerusalem. Er führte einen der Heereszüge des Kreuzzuges an, bestehend aus Südfranzosen, hauptsächlich Provenzalen und Burgundern. Sie marschierten durch Norditalien, an der dalmatinischen Küste entlang bis Dyrrhachion (Durrës), wo sie die alte römische Heeresstraße, die Via Egnatia nach Konstantinopel erreichten, auf der auch Bohemund von Tarent nach Osten zog. In Konstantinopel traf er mit den anderen Heereszügen zusammen. Dort war er der einzige der Anführer des Kreuzzugs, der dem byzantinischen Kaiser Alexios I. den Lehnseid verweigerte und stattdessen eine modifizierte Eidesformel aushandelte, in der er sich lediglich verpflichtete, Leben und Ehre des Kaisers zu achten.
Er war an der Belagerung Nicäas und der Schlacht von Doryläum beteiligt, eine wichtige Rolle spielte er aber erst im Oktober 1097 bei der Belagerung Antiochias: Die Kreuzfahrer hatten Gerüchte gehört, dass Antiochia von den Seldschuken verwüstet worden sei, woraufhin Raimund seine Armee voraussandte, um die Stadt zu besetzen. Dadurch kam er Bohemund in die Quere, der sie für sich selbst beanspruchte. Antiochia war jedoch intakt und konnte von den Kreuzrittern erst im Juni 1098 eingenommen werden. Raimund besetzte den Palatium Cassiani (den Palast des Emirs Yaghi-Siyan) und den Turm am Brückentor. Die zweite Belagerung Antiochias, jetzt durch die Truppen Kerbogas, des Atabegs von Mosul, erlebte er vom Krankenbett aus mit, ebenso die Auffindung der Heiligen Lanze durch Peter Bartholomäus und den darauf aufbauenden Sieg der Kreuzritter, mit dem sie die Araber vertreiben konnte. Die Lanze wurde die wertvollste Reliquie bei Raimunds Gefolgsleuten, trotz der skeptischen Haltung Adhemar de Monteils, des Bischofs von Le Puy-en-Velay und Apostolischen Legaten.
Raimund weigerte sich, seine Besitzungen innerhalb der Stadt an Bohemund abzutreten, indem er ihn daran erinnerte, dass er sie ja an Alexios I., seinem Eid gemäß, weitergeben müsse. Der folgende Streit zwischen Raimunds und Bohemunds Anhängern drehte sich zum Teil um die Echtheit der Lanze, vor allem aber den Besitz Antiochias.
Viele der einfacheren Ritter und Fußsoldaten warteten jedoch darauf, nach Jerusalem weiterzuziehen und überzeugten Raimund im Herbst 1098 davon, sie zu führen. Bohemund blieb zurück, eine kleine Abordnung von Raimunds Männern ebenfalls (die von Bohemund im Januar 1099 verjagt wurden), der große Rest folgte Raimund, der, da Adhemar mittlerweile gestorben war, nun im Besitz der Heiligen Lanze und der unangefochtene Anführer des Kreuzzugs war.
Maara wurde im Dezember 1098 erobert, die Belagerung von Arqa im Emirat Tripolis begann am 14. Februar 1099 – beides offensichtlich mit der Absicht, ein unabhängiges Territorium zu erlangen, das die Macht Bohemunds nach Süden hin beschränken sollte. Die Belagerung Arqas vor den Toren Tripolis’ dauerte länger als gehofft; zwar gelang die Eroberung von Hisn al-Akrad, einer Burg, die später den Namen Krak des Chevaliers bekam, nicht aber die von Tripolis selbst, was den Weiterzug nach Jerusalem verzögerte und Raimund viel von der Unterstützung kostete, die er nach Antiochia erworben hatte, als er darauf bestand, diese Aufgabe zuerst abzuschließen.
Schließlich stimmte Raimund am 13. Mai einem Weiterzug nach Jerusalem zu, dessen Belagerung am 15. Juli mit der Erstürmung der Stadt und einem Massaker an den Bewohnern endete. Raimund wurde die Krone Jerusalems angetragen, er lehnte jedoch mit der Begründung ab, er wolle in der Stadt, in der Christus die Dornenkrone getragen habe, keine Königskrone tragen. (Evtl. war dies ein Echo auf zuvor gehaltene Predigten.) Ein weiterer möglicher Grund für seine Ablehnung ist, dass er lieber die Belagerung von Tripolis weiterführen wollte. Durch die Ablehnung verschaffte er sich zunächst große Beliebtheit, doch trat nun Gottfried von Bouillon die Herrschaft an, wenn auch unter dem bescheideneren Titel eines Princeps („Fürst“). Raimund lehnte es zunächst auch ab, den Davidsturm herauszugeben, den er nach dem Fall der Stadt besetzt hatte, und es bedurfte einiger Anstrengungen seitens Gottfrieds, um ihn umzustimmen.
Raimund nahm an der Schlacht von Askalon kurz nach der Eroberung Jerusalems teil, in der eine ägyptische Armee geschlagen wurde. Der Streit zwischen ihm und Gottfried um den Besitz Askalons führte dazu, dass die Stadt bis 1153 nicht erobert wurde. Auch gelang es ihm nicht, Arsuf zu erobern, was ihm Vorwürfe seitens Gottfrieds eintrug.
Als Raimund im Winter 1099–1100 nach Norden zog, leistete er sich als erstes einen feindlichen Akt gegenüber Bohemund, als er Laodicea eroberte, das Bohemund kurz zuvor Alexios abgenommen hatte. Von hier aus reiste er nach Konstantinopel, wo er sich mit Alexios gegen Bohemund verbündete, der zu der Zeit versuchte, seine Besitzungen auf Kosten Byzanz’ zu erweitern, und sich weigerte, seinem Eid gegenüber dem Byzantinischen Reich nachzukommen.

### Kreuzzug von 1101
Raimund schloss sich dem kleineren und schließlich erfolglosen Kreuzzug von 1101 an, der in Herakleia in Anatolien geschlagen wurde. Raimund floh und kehrte nach Konstantinopel zurück, von dort aus 1102 über See nach Antiochia, wo er von Tankred gefangen genommen wurde, der das Fürstentum während Bohemunds eigener Gefangenschaft regierte. Er wurde erst freigelassen, als er versprach, keinen Versuch zu unternehmen, das Land zwischen Antiochia und Akko zu erobern – eine Zusage, die er sofort brach, indem er – mit Unterstützung durch Alexios, dem es wichtig war, in Tripolis einen Verbündeten zu haben, um das feindliche Antiochia auszubalancieren – Tortosa angriff und eroberte und dann damit begann, auf dem Mons Peregrinus (Pilgersberg) vor den Toren von Tripolis eine Burg zu bauen, die ihm die Belagerung der Stadt erleichtern sollte.
Raimund starb 1105, ohne Tripolis erobert zu haben. Ihm folgte sein Blutsverwandter Wilhelm-Jordan, der Graf von Cerdagne als Vormund seines zweijährigen Erben Alfons Jordan, dem 1109 mit Hilfe Balduins I., König von Jerusalem, die Eroberung Tripolis’ und damit die Errichtung der Grafschaft Tripolis gelang.

## Nachwirken
- Raimund von Toulouse ist eine der Hauptfiguren in Giuseppe Verdis Oper Jérusalem, die 1847 in Paris uraufgeführt wurde.